# Artie „Blues Boy“ White
Artie „Blues Boy“ White (* 16. April 1937 in Vicksburg, Mississippi, USA; † 20. April 2013 in Chicago, Illinois, USA) war ein US-amerikanischer Soul- und Bluessänger.

## Biografie
Als Teenager sang White, der 1937 in Vicksburg (Mississippi) geboren wurde, in einer Gospelgruppe. 1956 zog er nach Chicago, war zunächst wieder Mitglied von Gospelgruppen, wandte sich dann aber dem Blues zu. Er trat in Bluesclubs auf und veröffentlichte ab 1968 einige Singles. 1977 hatte er mit (You Are My) Leanin‘ Tree seinen größten Singleerfolg, der Platz 99 der R&B-Charts erreichte.
Während er als Betreiber von Bluesclubs arbeitete, machte er weiterhin Aufnahmen und brachte 1985 sein Debütalbum Blues Boy heraus. Es folgte bis 2006 eine Reihe weiterer Alben, von denen einige in die R&B-Charts kamen, bei verschiedenen Labeln, darunter sein eigenes Label AChillTown.
White war bekannt für seine extravaganten Kostüme und seine Bühnenpräsenz, tourte international und war Headliner beim Chicago Blues Festival 2000. Artie „Blues Boy“ White starb am 20. April 2013 an den Folgen einer Parkinson-Erkrankung.